# Euclides Tsakalotos
Euclides Tsakalotos (en griego: Ευκλείδης Τσακαλώτος, Efklidis Tsakalotos; Róterdam, 1960) es un economista y político griego. Entre julio y agosto de 2015 fue ministro de Finanzas del país heleno, y lo fue nuevamente desde el 23 de septiembre del mismo año hasta el 9 de julio de 2019.

## Biografía
Asistió al St Paul's School de Londres, antes de estudiar Política, Filosofía y Economía en la Queen's College de Oxford. Más tarde hizo un máster en la Universidad de Sussex y en 1989 un doctorado de la Universidad de Oxford.

### Carrera profesional
De 1989 a 1990, trabajó como investigador en la Universidad de Kent. Enseñó en la Universidad de Kent, entre octubre de 1990 y junio de 1993, y en la de Atenas de Economía y Negocio, entre octubre de 1994 y septiembre de 2010.
Desde aquel momento, ha sido profesor de Economía en la Universidad de Atenas. Su mujer es la economista británica Heather D. Gibson.

### Parlamentario
En las elecciones parlamentarias de mayo de 2012, obtuvo un escaño en el consejo de los Helenos por la coalición de la Izquierda Radical (SYRIZA) en Atenas. Fue reelegido en las elecciones de junio de 2012, en las de enero de 2015 y en las de septiembre de 2015. Asimismo, es miembro del Comité Central de SYRIZA.
También fue miembro del Comité Ejecutivo de la Federación Helena de Profesores Universitarios.

### Ministro de Finanzas
Después de la dimisión de Yanis Varufakis, tras el referéndum del 5 de julio de 2015, Tsakalotos fue nominado para sucederlo en el cargo. Ocupó el cargo hasta el 28 de agosto, día en que se formó el gabinete de la nueva primera ministra Vasilikí Thanou y fue reemplazado por Giorgos Choulirakis. Tras el segundo ascenso al poder de Alexis Tsipras, recuperó su cargo el 23 de septiembre.
El 9 de julio de 2019 fue sucedido por Christos Staikouras, tras el cambio de gobierno.